# لوکا کوپیدو
لوکا کوپیدو (انگلیسی: Luca Cupido؛ زادهٔ ۹ نوامبر ۱۹۹۵) بازیکن واترپلو اهل ایالات متحده آمریکا است.
وی در مسابقات کشوری و بین‌المللی در مجموع برندهٔ ۳ مدال طلا، ۲ مدال برنز شده است.